# Nuclear Star Cluster
Ein Nuclear Star Cluster (englisch wörtlich für „Kernsternhaufen“) bzw. ein compact stellar nucleus (manchmal auch young stellar nucleus) ist ein Sternhaufen mit großer Dichte und großer Leuchtkraft nahe dem Massenzentrum der meisten Galaxien.

## Eigenschaften
Nuclear Star Clusters werden in den meisten Galaxien gefunden, die ausreichend aufgelöst werden können:
- mind. 50 % aller frühen Spiralgalaxien (Typen Sa-Sb)
- mind. 75 % aller späten Spiralgalaxien (Typen Sc-Sd)
- mind. 70 % aller sphäroiden Galaxien (Typen S0 und E).

Weiterhin sind sie mit Helligkeiten zwischen −14 und −10 mag im Infraroten im Durchschnitt 40-mal leuchtkräftiger als Kugelsternhaufen, obwohl ihr effektiver Radius mit 2 bis 5 Parsec nicht größer ist. Mit einer dynamischen Masse von 106 bis 108 Sonnenmassen liegen sie am oberen Ende der von Kugelsternhaufen erreichten Werte.
Die Nuclear Star Clusters enthalten mehrere Populationen, wobei meist eine Sterngeneration mit einem Alter von mehr als 1 Milliarde Jahre und eine jüngere Generation mit einer aktiven Sternentstehung während der letzten 100 Millionen Jahren vorliegt.

## Mögliche Entstehungsmechanismen
Die Entstehung kann durch vier prinzipielle Mechanismen erklärt werden:
- Nuclear Star Clusters entstehen irgendwo anders und werden vom zentralen Schwarzen Loch eingefangen
- oder sie entstehen aufgrund eines Einfalls von Gas in einigen Parsec Abstand vom Zentrum der Galaxie.
- Die dritte Möglichkeit ist eine Kombination, wonach das Gravitationspotential eines eingefangenen Objekts, wie der Kern einer Zwerggalaxie, neue Sternentstehung durch einfallendes Gas in der Nähe des galaktischen Zentrums triggert.
- Nuclear Star Clusters entstehen durch die Verschmelzung von Sternhaufen mit einer anschließenden Migration zum galaktischen Zentrum aufgrund von dynamischer Reibung mit Hintergrundsternen.

## Nuclear Star Clusters und Kugelsternhaufen
Da Nuclear Star Clusters in den meisten Galaxienarten auftreten, sollten sie auch nach der Verschmelzung von Galaxien noch im Halo der entstandenen Galaxie vorliegen. Dies wird als eine Hypothese zur Entstehung von Kugelsternhaufen angenommen. Demnach sind Kugelsternhaufen die vom Gaseinfall ausgeschlossenen Überreste von Nuclear Star Clustern, in denen keine neue Sternentstehung mehr stattfindet.
Nach anderen Hypothesen sind die Nuclear Star Cluster dagegen das Ergebnis einer Verschmelzung von Kugelsternhaufen, die von einem supermassiven Schwarzen Loch im Zentrum der Galaxie eingefangen und dynamisch zerstört wurden.